# Scott Garrett
E. Scott Garrett (ur. 9 lipca 1959) – amerykański polityk, członek Partii Republikańskiej. W latach 2003–2017 był przedstawicielem piątego okręgu wyborczego w stanie New Jersey w Izbie Reprezentantów Stanów Zjednoczonych.